# Memecylon urceolatum
Memecylon urceolatum är en tvåhjärtbladig växtart som beskrevs av Célestin Alfred Cogniaux. Memecylon urceolatum ingår i släktet Memecylon och familjen Melastomataceae. IUCN kategoriserar arten globalt som sårbar. Inga underarter finns listade i Catalogue of Life.